# Dąbrowa Górnicza Południowa
Dąbrowa Górnicza Południowa – stacja kolejowa w Dąbrowie Górniczej, w województwie śląskim, w Polsce.